# Taeniodera quadrivittata
Taeniodera quadrivittata är en skalbaggsart som beskrevs av Hermann Rudolph Schaum 1848. Taeniodera quadrivittata ingår i släktet Taeniodera och familjen Cetoniidae. Inga underarter finns listade i Catalogue of Life.